# Bubú multicolor
El bubú multicolor (Chlorophoneus multicolor) és un ocell de la família dels malaconòtids (Malaconotidae).

## Hàbitat i distribució
Habita boscos i matolls del sud-oest de Mali, Sierra Leone, Libèria, Costa d'Ivori, Ghana, Togo, Nigèria i sud del Camerun, Guinea Equatorial, el Gabon, República del Congo, nord-oest d'Angola, República Centreafricana, est i nord-est de la República Democràtica del Congo, Ruanda i Uganda.